# German Open
A German Open tenisztornát először 1894-ban rendezték meg. Helyszíne 1978-ig Hamburg volt, majd 1979–1990 között Nyugat-Berlin, 1991–2008 között Berlin adott otthont a versenynek, amely 2009–2019 között szünetelt. 2020-ban került fel ismét a versenynaptárba, de abban az évben a koronavírus-járvány miatt elmaradt, és a hagyomány újraindítását 2021-re halasztották.
A torna 1990–2008 között a WTA Tier I-es tornák közé tartozott, összdíjazása 1 340 000 dollár volt. A versenyen 56-an vehettek részt, az első nyolc kiemeltnek nem kellett játszania az első körben. 2021-ben a WTA 500 tornák közé sorolták, díjazása 565 538 dollár. A főtáblán 28 versenyzőt sorsolnak, a kvalifikációban 24-en vehetnek részt és 16 páros számára is versenylehetőség adódik.
A mérkőzéseket 1896 és 2008 között szabadtéri, salakos borítású pályákon játszották, amelyet 2021-től fű borítás váltott fel.
A torna magyar vonatkozása, hogy 1907-ben és 1908-ban a győzelmet Madarász Margit szerezte meg.

## Megnevezések
- 1997? – 2001: EUROCARD Ladies German Open
- 2002 – 2003: MasterCard German Open
- 2004 – 2005: Qatar Total German Open
- 2006 – 2008: Qatar Telecom German Open
- 2009 – 2020: Nem rendezték meg
- 2021-től: Grass Court Championships Berlin vagy bett1open

## Győztesek 1971 óta

### Egyéni
| Év        | Győztes                              | Ellenfél a döntőben                  | Eredmény a döntőben                  |
| 2025      | Markéta Vondroušová                  | Vang Hszin-jü                        | 7–6(10), 4–6, 6–2                    |
| 2024      | Jessica Pegula                       | Anna Kalinszkaja                     | 6–7(0), 6–4, 7–6(3)                  |
| 2023      | Petra Kvitová                        | Donna Vekić                          | 6–2, 7–6(6)                          |
| 2022      | Unsz Dzsábir                         | Belinda Bencic                       | 6–3, 2–1 feladta                     |
| 2021      | Ljudmila Szamszonova                 | Belinda Bencic                       | 1–6, 6–1, 6–3                        |
| 2020      | A koronavírus-járvány miatt elmaradt | A koronavírus-járvány miatt elmaradt | A koronavírus-járvány miatt elmaradt |
| 2009–2019 | Nem rendezték meg                    | Nem rendezték meg                    | Nem rendezték meg                    |
| 2008      | Gyinara Szafina                      | Jelena Gyementyjeva                  | 3-6, 6-2, 6-2                        |
| 2007      | Ana Ivanović                         | Szvetlana Kuznyecova                 | 3-6, 6-4, 7-6(4)                     |
| 2006      | Nagyja Petrova                       | Justine Henin                        | 4-6, 6-4, 7-5                        |
| 2005      | Justine Henin                        | Nagyja Petrova                       | 6-3, 4-6, 6-3                        |
| 2004      | Amélie Mauresmo                      | Venus Williams                       | visszalépett                         |
| 2003      | Justine Henin                        | Kim Clijsters                        | 6-4, 4-6, 7-5                        |
| 2002      | Justine Henin                        | Serena Williams                      | 6-2, 1-6, 7-6(5)                     |
| 2001      | Amélie Mauresmo                      | Jennifer Capriati                    | 6-4, 2-6, 6-3                        |
| 2000      | Conchita Martínez                    | Amanda Coetzer                       | 6-1, 6-2                             |
| 1999      | Martina Hingis                       | Julie Halard-Decugis                 | 6-0, 6-1                             |
| 1998      | Conchita Martínez                    | Amélie Mauresmo                      | 6-4, 6-4                             |
| 1997      | Mary Joe Fernández                   | Mary Pierce                          | 6-2, 3-6, 6-2                        |
| 1996      | Steffi Graf                          | Karina Habšudová                     | 4-6, 6-2, 7-5                        |
| 1995      | Arantxa Sánchez Vicario              | Magdalena Maleeva                    | 6-4, 6-1                             |
| 1994      | Steffi Graf                          | Brenda Schultz-McCarthy              | 7-6(6), 6-4                          |
| 1993      | Steffi Graf                          | Gabriela Sabatini                    | 7-6(3), 2-6, 6-4                     |
| 1992      | Steffi Graf                          | Arantxa Sánchez Vicario              | 4-6, 7-5, 6-2                        |
| 1991      | Steffi Graf                          | Arantxa Sánchez Vicario              | 6-3, 4-6, 7-6(6)                     |
| 1990      | Szeles Mónika                        | Steffi Graf                          | 6-4, 6-3                             |
| 1989      | Steffi Graf                          | Gabriela Sabatini                    | 6-3, 6-1                             |
| 1988      | Steffi Graf                          | Helena Suková                        | 6-3, 6-2                             |
| 1987      | Steffi Graf                          | Claudia Kohde-Kilsch                 | 6-2, 6-3                             |
| 1986      | Steffi Graf                          | Martina Navratilova                  | 6-2, 6-3                             |
| 1985      | Chris Evert-Lloyd                    | Steffi Graf                          | 6-4, 7-5                             |
| 1984      | Claudia Kohde-Kilsch                 | Kathleen Horvath                     | 7-6(8), 6-1                          |
| 1983      | Chris Evert-Lloyd                    | Kathleen Horvath                     | 6-4, 7-6                             |
| 1982      | Bettina Bunge                        | Kathy Rinaldi Stunkel                | 6-2, 6-2                             |
| 1981      | Regina Maršíková                     | Ivanna Madruga-Osses                 | 6-2, 6-1                             |
| 1980      | elmaradt                             | elmaradt                             | elmaradt                             |
| 1979      | Caroline Stoll                       | Regina Maršíková                     | 7-6, 6-0                             |
| 1978      | Mima Jaušovec                        | Virginia Ruzici                      | 6-2, 6-3                             |
| 1977      | Laura DuPont                         | Heidi Eisterlenher                   | 6-1, 6-4                             |
| 1976      | Sue Barker                           | Renáta Tomanová                      | 6-3, 6-1                             |
| 1975      | Renáta Tomanová                      | Kazuko Szavamacu                     | 7-6, 5-7, 10-8                       |
| 1974      | Helga Masthoff                       | Martina Navratilova                  | 6-4, 5-7, 7-3                        |
| 1973      | Helga Masthoff                       | Pat Walkden-Pretorius                | 6-4, 6-1                             |
| 1972      | Helga Masthoff                       | Linda Tuero                          | 6-3, 3-6, 8-6                        |
| 1971      | Billie Jean King                     | Helga Masthoff                       | 6-3, 6-2                             |

### Páros
| Year               | Champions                              | Runners-up                                         | Score                                |
| ------------------ | -------------------------------------- | -------------------------------------------------- | ------------------------------------ |
| 2025               | Tereza Mihalíková Olivia Nicholls      | Sara Errani Jasmine Paolini                        | 4−6, 6−2, [10−6]                     |
| 2024               | Vang Hszin-jü Cseng Szaj-szaj          | Csan Hao-csing Veronyika Kugyermetova              | 6–2, 7–5                             |
| 2023               | Caroline Garcia Luisa Stefani          | Kateřina Siniaková Markéta Vondroušová             | 4–6, 7–6(8), [10–4]                  |
| 2022               | Storm Sanders Kateřina Siniaková       | Alizé Cornet Jil Teichmann                         | 6–4, 6–3                             |
| 2021               | Viktorija Azaranka Arina Szabalenka    | Nicole Melichar Demi Schuurs                       | 4–6, 7–5, [10–4]                     |
| 2020               | Elmaradt a koronavírus-járvány miatt   | Elmaradt a koronavírus-járvány miatt               | Elmaradt a koronavírus-járvány miatt |
| ↑ Berlin (Fű) ↑    |                                        |                                                    |                                      |
| 2009– 2019         | Nem rendezték meg                      | Nem rendezték meg                                  | Nem rendezték meg                    |
| ↓ Berlin (Salak) ↓ |                                        |                                                    |                                      |
| 2008               | Cara Black Liezel Huber                | Nuria Llagostera Vives María José Martínez Sánchez | 6–2, 6–2                             |
| 2007               | Lisa Raymond Samantha Stosur           | Tathiana Garbin Roberta Vinci                      | 6–3, 6–4                             |
| 2006               | Jen Ce Cseng Csie                      | Jelena Gyementyjeva Flavia Pennetta                | 6–2, 6–3                             |
| 2005               | Jelena Lihovceva Vera Zvonarjova       | Cara Black Liezel Huber                            | 3–6, 6–3, 6–1                        |
| 2004               | Nagyja Petrova Meghann Shaughnessy (2) | Janette Husárová Conchita Martínez                 | 6–2, 2–6, 6–1                        |
| 2003               | Virginia Ruano Pascual Paola Suárez    | Kim Clijsters Szugijama Ai                         | 6–3, 4–6, 6–4                        |
| 2002               | Jelena Gyementyjeva Janette Husárová   | Daniela Hantuchová Arantxa Sánchez Vicario         | 0–6, 7–6(7–3), 6–2                   |
| 2001               | Els Callens Meghann Shaughnessy        | Cara Black Jelena Lihovceva                        | 6–4, 6–3                             |